# Бабинецька селищна рада
Бабине́цька се́лищна ра́да — адміністративно-територіальна одиниця та орган місцевого самоврядування в Бородянському районі Київської області. Адміністративний центр — селище міського типу Бабинці.

## Загальні відомості
- Територія ради: 34 км²
- Населення ради: 2996 осіб (станом на 2001 рік)
- Територією ради протікає річка Гниловод

## Населені пункти
Селищній раді підпорядковані населені пункти:
- смт Бабинці
- с. Буда-Бабинецька

## Склад ради
Рада складається з 20 депутатів та голови.
- Голова ради: Купраш Андрій Олександрович
- Секретар ради: Ліперт Тетяна Володимирівна

### Керівний склад попередніх скликань
| Прізвище, ім'я, по батькові | Основні відомості                                                | Дата обрання | Дата звільнення |
| --------------------------- | ---------------------------------------------------------------- | ------------ | --------------- |
| Шалюта Віктор Миколайович   | Селищний голова, 1955 року народження, освіта вища               | 26.03.2006   | 31.10.2010      |
| Шалюта Віктор Миколайович   | Селищний голова, 1955 року народження, освіта вища, безпартійний | 31.10.2010   |                 |

Примітка: таблиця складена за даними сайту Верховної Ради України

### Депутати
За результатами місцевих виборів 2010 року депутатами ради стали:

#### За суб'єктами висування
| Суб'єкт висування                 | Кількість обраних депутатів | %  |
| --------------------------------- | --------------------------- | -- |
| Самовисування                     | 15                          | 75 |
| Політична партія «Сильна Україна» | 4                           | 20 |
| Єдиний Центр                      | 1                           | 5  |

#### За округами
| № округу                          | Прізвище, ім'я, по батькові        | Дата визнання обраним | Освіта             | Партійна приналежність                  | Відомості про обраного депутата                              |
| --------------------------------- | ---------------------------------- | --------------------- | ------------------ | --------------------------------------- | ------------------------------------------------------------ |
| Єдиний Центр                      |                                    |                       |                    |                                         |                                                              |
| 18                                | Охріменко Олександр Володимирович  | 03.11.2010            | середня спеціальна | позапартійний                           | ТОВ «Борекс», електромонтер                                  |
| Політична партія «Сильна Україна» |                                    |                       |                    |                                         |                                                              |
| 4                                 | Милокост Ігор Петрович             | 03.11.2010            | середня            | позапартійний                           | приватний підприємець                                        |
| 7                                 | Колос Ольга Петрівна               | 03.11.2010            | середня            | позапартійна                            | Бабинецька дільнична лікарня, реєстратор                     |
| 10                                | Свінціцький Володимир Анатолійович | 03.11.2010            | середня            | позапартійний                           | Бабинецький дитячий навчальний заклад «Світлячок», охоронець |
| 13                                | Юрченко Валентина Миколаївна       | 03.11.2010            | вища               | член Політичної партії «Сильна Україна» | ВАТ Райффайзен Банк АВАЛЬ, головний економіст                |
| Самовисування                     |                                    |                       |                    |                                         |                                                              |
| 1                                 | Матюшко Григорій Васильович        | 03.11.2010            | середня            | позапартійний                           | Бородянське товариство мисливців та рибалок, єгер            |
| 2                                 | Сазонова Світлана Олександрівна    | 03.11.2010            | середня спеціальна | позапартійна                            | Бабинецька дільнична лікарня, старша медсестра               |
| 3                                 | Руденко Віталій Іванович           | 03.11.2010            | середня спеціальна | позапартійний                           | тимчасово не працює                                          |
| 5                                 | Лукяненко Сергій Миколайович       | 03.11.2010            | середня спеціальна | позапартійний                           | тимчасово не працює                                          |
| 6                                 | Бевзюк Анатолій Павлович           | 03.11.2010            | середня спеціальна | позапартійний                           | Клавдієвське ЛХЗ, спеціаліст держлісгоспу                    |
| 8                                 | Дерегуз Володимир Олексійович      | 03.11.2010            | середня            | позапартійний                           | приватний підприємець                                        |
| 9                                 | Терещенко Тетяна Володимирівна     | 03.11.2010            | середня            | позапартійна                            | Бабинецька дільнична лікарня, завгосп                        |
| 11                                | Ліперт Ігор Володимирович          | 03.11.2010            | середня спеціальна | позапартійний                           | СПМО «Титан» УДСО, начальник відділу                         |
| 12                                | Верета Павло Петрович              | 03.11.2010            | середня            | позапартійний                           | тимчасово не працює                                          |
| 14                                | Павленко Руслан Петрович           | 03.11.2010            | середня спеціальна | позапартійний                           | приватний підприємець                                        |
| 15                                | Ранцевич Ольга Валентинівна        | 03.11.2010            | середня спеціальна | позапартійна                            | тимчасово не працює                                          |
| 16                                | Анкудович Ольга Анатоліївна        | 03.11.2010            | середня спеціальна | позапартійна                            | Бабинецька дільнична лікарня, праля                          |
| 17                                | Дмитренко Тетяна Іванівна          | 03.11.2010            | середня спеціальна | позапартійна                            | Бабинецька селищна рада, секретар                            |
| 19                                | Тетерська Оксана Володимирівна     | 03.11.2010            | середня спеціальна | позапартійна                            | приватний підприємець                                        |
| 20                                | Конфорович Юрій Валентинович       | 03.11.2010            | середня            | позапартійний                           | Державна база охорони лісів, інструктор                      |